# کلیر (مینه‌سوتا)
کلیر، مینه‌سوتا (به انگلیسی: Kelliher, Minnesota) یک شهر در ایالات متحده آمریکا است که در شهرستان بلترامی، مینه‌سوتا واقع شده‌است.

## خصوصیات
کلیر ۵٫۵۴ کیلومترمربع مساحت و ۲۶۲ نفر جمعیت دارد و ۴۱۴ متر بالاتر از سطح دریا واقع شده‌است.